# نغل
النغل أو البَرْذَون هو حيوان هجين من سلالة الخيول يستخدم للركوب وحمل المتاع وينتج عن تزاوج ذكر الحصان وأنثى الحمار (الأتان) ويسمى في بعض اللهجات بالجحش إلا إن هذه التسمية خاطئة لأن الجحش هو صغير الحمار.
والفرق بين البغل والنغل أن البغل ينتج عن تزاوج أنثى الحصان (الفرس) وذكر الحمار.

## الوصف
النغل وهو ليس نفسه البغل أو الحمار كما يظن الكثيرون. وصوت النغل يختلف قليلا عن الحمار، كما يتصف النغل بالشجاعة ولا تكون هذه الشجاعة بنفس الدرجة التي يتصف بها البغل. من حيث الجوهر يشابه النغل أخواله (الحمير) ويحمل النغل الصفات الوراثية السائدة من الحمير، كالأذنين الطويلتين.

## التنشئة
يولّد هذا النوع من الحيوانات بشكل خاص في بلدان البحر المتوسط ودول آسيا، وتعتبر عملية تهجينه أصعب من تهجين البغل، لان لفت نظر حصان لأنثى الحمار هو أصعب بكثير من لفت نظر الحمار إلى الفرس، ولهذا السبب ولأسباب أخرى تتعلق بعدم اختلاف النغل بالكثير عن الحمار فان عملية تهجينه تكون قليلة جدا.

## الصفات الوراثية
عند تهجين الجملة الوراثية للأتان (62 كروموسوم) مع الجملة الوراثية للحصان (64 كروموسوم) فان الناتج هو صيغة وراثية هجينة مؤلفة من (63 كروموسوم) وهذه الصيغة الوراثية لا تحتوي على خلايا جنسية قادرة على إنتاج الأعراس الضرورية لعميلة التكاثر. من حيث المبدأ تكون الذكور قادرة على ممارسة الجنس ولكنها تكون عقيمة. في مقابل ذلك تكون بعض الإناث وفي حالات قليلة جدا قادرة على الانجاب. ويتعلق الشبه الكبير للنغل بوالدته الأتان بعملية تسمى عدم التأثر الوراثي، أي أن الصفات الوراثية من الأب تورّث ولكنها لا تؤثر بالضرورة على تركيب الحمض النووي الذي يتشكل مشابها إلى درجة كبيرة لصيغة الحمض الوراثي المورّث من الأم. لهذا يشابه النغل لدرجة كبيرة اخواله الحمير.

## الاستخدامات
تستخدم هذه الحيوانات على الأغلب في الجر والنقل، وفي بعض الأحيان تستعمل هذه الحيوانات في عمل المناجم في بعض دول اميركا. كما أنها تستخدم للركوب لبعض هواة ركوب هذا النوع من الدواب.

## الأدب
ورد ذكر هذا الحيوان في الأدب في تمثلية „نغل على الطريق السريع“ للكاتب الفرنسي باول بيرنا.